# Hakim Sahabo
Hakim Sahabo (* 16. Juni 2005 in Brüssel, Belgien) ist ein ruandisch-belgischer Fußballspieler.
Er spielte als Kind und Jugendlicher für mehrere Klubs in seinem Geburtsland Belgien, bevor er nach Frankreich zum grenznahen OSC Lille wechselte. Sahabo spielte zwei Jahre in Nordfrankreich, bevor er – wieder in Belgien – sich Standard Lüttich. Der ruanidsch-belgische Doppelstaatsbürger ist zudem Nationalspieler Ruandas.

## Karriere als Spieler

### Laufbahn im Vereinsfußball
Hakim Sahabo, Sohn eines burundischen Vaters und einer ruandischen Mutter, wurde in der belgischen Hauptstadt Brüssel geboren und spielte anfänglich bei KVC Willebroek-Meerhof, einem Verein aus dem Ort Willebroek zwischen Antwerpen und Brüssel. Später war er unter anderem in den Fußballschulen des RSC Anderlecht, vom KV Mechelen und vom KRC Genk aktiv, bevor er zum OSC Lille wechselte. In der etwa 237.000 Einwohner zählenden Stadt in Nordfrankreich unweit der belgischen Grenze spielte Sahabo in der U19-Mannschaft und auch in einigen Partien der zweiten Mannschaft.
2023 kehrte er wieder in den belgischen Fußball zurück und schloss sich Standard Lüttich an, die ihm mit einem Vertrag mit einer Laufzeit von drei Saisons und einer Option auf eine Verlängerung um ein weiteres Jahr ausstatteten. Hakim Sahabo kam anfänglich in der zweiten Mannschaft in der zweiten Liga zum Einsatz, ehe er am 20. Januar 2024 bei der 0:1-Niederlage im Erstligaspiel gegen KV Kortrijk sein Pflichtspieldebüt für die erste Mannschaft gab. Ab diesem Zeitpunkt kam er regelmäßig zum Einsatz und erreichte mit den Lüttichern die ligainternen Play-offs um die Teilnahme am internationalen Geschäft. Dort blieb Standard ohne Sieg und verpasste somit die Teilnahme an den europäischen Wettbewerben.

### Nationalmannschaft
Am 19. März 2023 gab Hakim Sahabo bei der 0:1-Niederlage im Testspiel in Bahir Dar gegen Äthiopien sein Debüt für die Nationalmannschaft Ruandas.